# Sorozatjunkie
A Sorozatjunkie egy magyar, televíziós sorozatokkal és műsorokkal foglalkozó blog. Híreket, ajánlókat, nézettségi adatokat, kritikákat és érdekességeket olvashatnak a látogatók, amiket leggyakrabban két sorozatrajongó (winnie és human) publikál, továbbá lehetőséget nyújtanak az olvasók számára, hogy kritikákat írjanak. Mottója: „erről nehéz leszokni.”
A blogon vannak többet és kevesebbet emlegetett sorozatok. Az előbbibe olyan sorozatok tartoznak, mint a Lost – Eltűntek, Csillagkapu, 24, Doktor House, Dexter, Odaát, Tűzvonalban, Így jártam anyátokkal (How I Met Your Mother), Agymenők, Chuck, Smallville, Gyilkos számok, Skins, Törtetők, A szökés, NCIS, A Grace klinika, Született feleségek, Survivor, Topmodell leszek!, The Amazing Race, továbbá számos egyéb televíziós sorozat, valóságshow és show-műsor.
2007 óta minden évben az olvasók szavazatai alapján odaítélik a Junkie-díjat a  kategóriánként a legtöbb szavazatot kapó nyertesnek. Holott a díj csak  erkölcsi elismerés, a Sorozatjunkie Awardson (JAws)  évről évre látszik, hogy melyik sorozatokat kedvelik az olvasók.
A blog hatodik születésnapján, 2012 elején több mint 18 000 bejegyzéssel és 490 000 hozzászólással rendelkezett, amit naponta több mint 10 000 egyéni látogató tekint meg, RSS-hírforrását pedig több mint 3900-an követik. A blognak van Twitter oldala, amit 2010 márciusában több mint 1500-an, 2020 júniusában pedig több mint 8500-an követtek. A blog Facebook oldalát 2012 júliusára 7100-an követték, 2020 júniusában pedig több mint 37 000-en.